# Pyrenaearia daanidentata
Pyrenaearia daanidentata is een slakkensoort uit de familie van de Hygromiidae. De wetenschappelijke naam van de soort is voor het eerst geldig gepubliceerd in 1988 door Raven.